# MOE-landen
MOE-landen zijn lidstaten van de Europese Unie die voorheen tot het Oostblok behoorden. De term MOE-landers of moelanders wordt vooral gebruikt om immigranten uit die landen aan te duiden.
De MOE-landen zijn:
- Bulgarije,
- Estland,
- Hongarije,
- Letland,
- Litouwen,
- Polen,
- Roemenië,
- Slovenië,
- Slowakije en
- Tsjechië

MOE is de afkorting van Midden- en Oost-Europa maar deze termen komen niet overeen. De Oost-Europese landen Oekraïne, Rusland en Wit-Rusland en het Midden-Europese EU-land Duitsland worden niet tot de MOE-landen gerekend.